# Thursania servilis
Thursania servilis là một loài bướm đêm trong họ Noctuidae.